# Unified Font Object
Pour les articles homonymes, voir UFO.
Unified Font Object est un format de sources de fonte numérique développé par Tal Leming, Just van Rossum et Erik van Blokland.
Le format de fichier est un format XML. Sa particularité est que chaque glyphe est dans un fichier séparé.
C’est un format de sources de fonte qui peuvent être converties en fontes OpenType-TrueType ou OpenType-CFF.
Il est utilisé comme format principal du logiciel de création de caractères RoboFont et peut être importé et exporté avec FontLab Studio à l’aide d’extensions, avec FontForge et Glyphs.
Depuis 2013, il peut aussi être utilisé pour produire des fontes avec les outils AFDKO.
Il est notamment utilisé par Adobe pour la création des fontes Source Sans Pro, Source Code Pro et Source Serif Pro.